# Kanton Chauvigny
Kanton Chauvigny (fr. Canton de Chauvigny) je francouzský kanton v departementu Vienne v regionu Poitou-Charentes. Skládá se z osmi obcí.

## Obce kantonu
- Chapelle-Viviers
- Chauvigny
- Fleix
- Lauthiers
- Leignes-sur-Fontaine
- Paizay-le-Sec
- Sainte-Radégonde
- Valdivienne